# HD 213428
HD 213428，又名BD-03 5460，SAO 146136、HR 8580，是一颗恒星，视星等为6.16，位于銀經62.68，銀緯-48.67，其B1900.0坐标为赤經22h 26m 8.2s，赤緯-3° -48.67′ 25″。